# Saint-Bris-le-Vineux
Pour les articles homonymes, voir Saint-Bris.
Saint-Bris-le-Vineux [sɛ̃ bʁi lə vinø] est une commune française située dans le département de l'Yonne en région Bourgogne-Franche-Comté.

## Géographie
Saint-Bris-le-Vineux fait partie de l'agglomération d'Auxerre, c'est une commune membre de la Communauté d'agglomération de l'Auxerrois. Dans ce village se situe le seul col du département de l'Yonne : le col de Crémant.

### Climat
Pour des articles plus généraux, voir Climat de la Bourgogne-Franche-Comté et Climat de l'Yonne.
En 2010, le climat de la commune est de type climat océanique dégradé des plaines du Centre et du Nord, selon une étude du Centre national de la recherche scientifique s'appuyant sur une série de données couvrant la période 1971-2000. En 2020, Météo-France publie une typologie des climats de la France métropolitaine dans laquelle la commune est exposée à un climat océanique altéré et est dans la région climatique  Lorraine, plateau de Langres, Morvan, caractérisée par un hiver rude (1,5 °C), des vents modérés et des brouillards fréquents en automne et hiver. 
Pour la période 1971-2000, la température annuelle moyenne est de 10,9 °C, avec une amplitude thermique annuelle de 15,9 °C. Le cumul annuel moyen de précipitations est de 765 mm, avec 11,8 jours de précipitations en janvier et 7,7 jours en juillet. Pour la période 1991-2020, la température moyenne annuelle observée sur la station météorologique de Météo-France la plus proche, « Chablis_sapc », sur la commune de Chablis à 14 km à vol d'oiseau, est de 11,6 °C et le cumul annuel moyen de précipitations est de 740,3 mm. 
La température maximale relevée sur cette station est de 42,6 °C, atteinte le 25 juillet 2019 ; la température minimale est de −24,2 °C, atteinte le 16 janvier 1985,,. 
Les paramètres climatiques de la commune ont été estimés pour le milieu du siècle (2041-2070) selon différents scénarios d'émission de gaz à effet de serre à partir des nouvelles projections climatiques de référence DRIAS-2020. Ils sont consultables sur un site dédié publié par Météo-France en novembre 2022.

## Urbanisme

### Typologie
Au 1er janvier 2024, Saint-Bris-le-Vineux est catégorisée commune rurale à habitat dispersé, selon la nouvelle grille communale de densité à sept niveaux définie par l'Insee en 2022.
Elle est située hors unité urbaine. Par ailleurs la commune fait partie de l'aire d'attraction d'Auxerre, dont elle est une commune de la couronne,. Cette aire, qui regroupe 104 communes, est catégorisée dans les aires de 50 000 à moins de 200 000 habitants,.

### Occupation des sols
L'occupation des sols de la commune, telle qu'elle ressort de la base de données européenne d’occupation biophysique des sols Corine Land Cover (CLC), est marquée par l'importance des territoires agricoles (76 % en 2018), une proportion sensiblement équivalente à celle de 1990 (75,9 %). La répartition détaillée en 2018 est la suivante : 
cultures permanentes (35,1 %), terres arables (32,1 %), forêts (21,3 %), zones agricoles hétérogènes (6,4 %), zones urbanisées (2,7 %), prairies (2,4 %). L'évolution de l’occupation des sols de la commune et de ses infrastructures peut être observée sur les différentes représentations cartographiques du territoire : la carte de Cassini (XVIIIe siècle), la carte d'état-major (1820-1866) et les cartes ou photos aériennes de l'IGN pour la période actuelle (1950 à aujourd'hui).

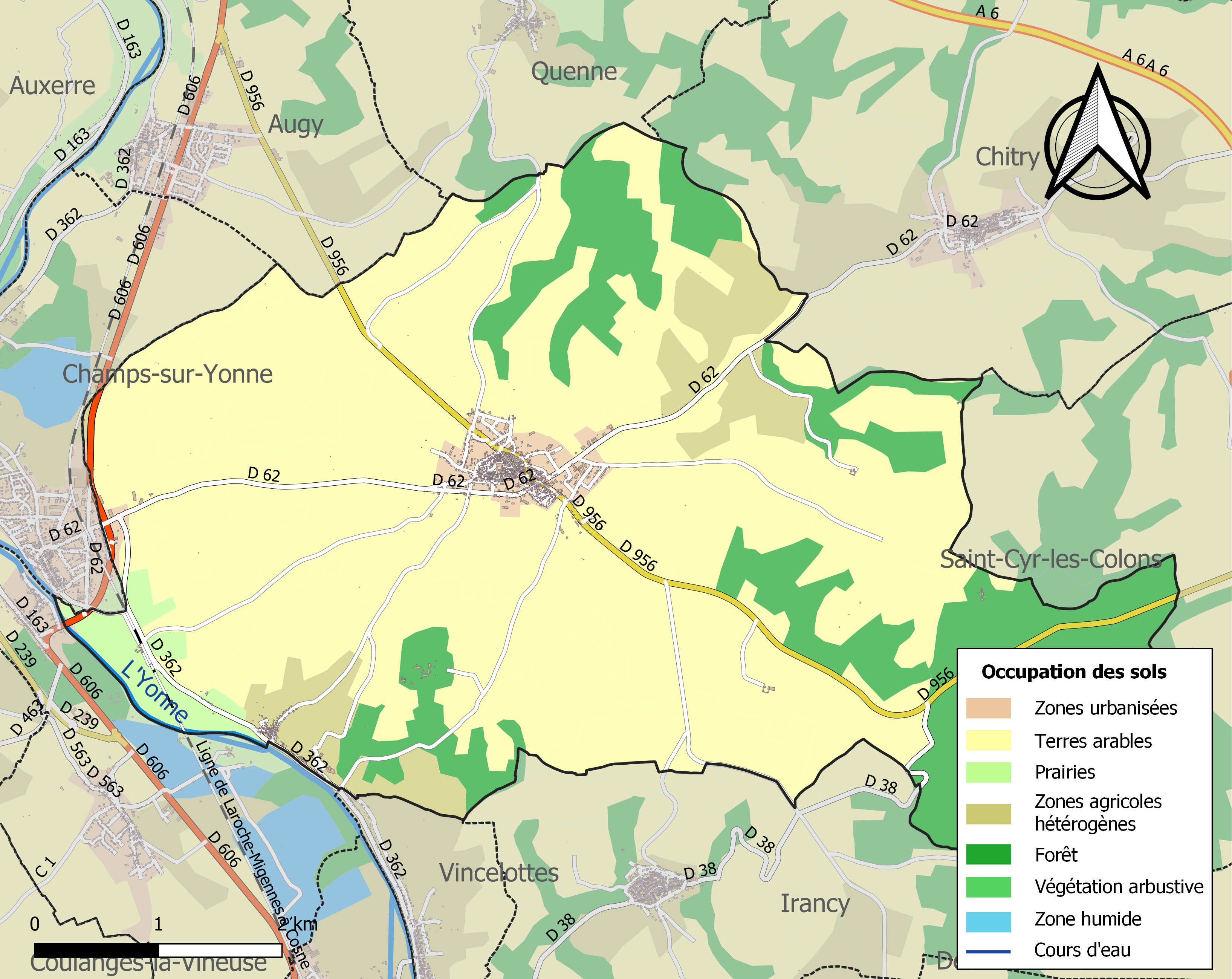
Carte des infrastructures et de l'occupation des sols de la commune en 2018 (CLC).

## Histoire
Le village doit son nom à saint-Prix, martyr chrétien du IIIe siècle. Le complément le Vineux date de la Révolution et tient à la vocation viticole.
Au cours de la Révolution française, la commune, qui portait le nom de Saint-Bris, fut provisoirement renommée Bris-le-Vineux.
C'est en 1903 que fut adopté le nom de Saint-Bris-le-Vineux.

### Antiquité
Saint Prix ayant été décapité pour crime de christianisme en Puisaye et presque toute sa communauté massacrée, son frère d'armes saint Cot s'enfuit avec la tête de son compagnon jusque vers le village qui va devenir Saint-Bris. Il se fait tuer là. Au Ve siècle, saint Germain, évêque d'Auxerre, découvre leur sépulture et fait construire une église à Saint-Bris où les reliques sont transférées. Un reliquaire sera offert par Estienne Regnauldin à la fin du XVe siècle. Certaines caves proches de l'église sont voûtées avec des éléments de sarcophages. Les prénoms Prix et Cot ont leur pendant féminin : Pricette et Cotte.

### Haut Moyen Âge
En 596 le règlement de saint Aunaire, 18e évêque d'Auxerre (572-605), inclut Gouaix, ancien faubourg de Saint-Bris, dans les 38 principales paroisses du diocèse.
En 1057, Hugues de Bourgogne, fils aîné du duc Henri, brûle la ville. Cent-dix personnes personnes périssent dans l'église.

### L'ère de Mello
Cette famille picarde (Mello) arrive à la tête de la seigneurie de Saint-Bris dans la seconde moitié du XIIe siècle avec le connétable Dreux IV de Mello. Il est permis de suspecter que la famille comtale de Nevers, détentrice du comté d'Auxerre, qui venait de triompher d'une coalition féodale auxerroise et désireuse de provoquer l'éclatement de la très vaste et puissante seigneurie de Toucy en Puisaye, a préféré marier une des filles de Toucy à un chevalier picard étranger aux coalitions locales. 
Le sire de Saint-Bris dispose ainsi d'une belle seigneurie composée de deux châteaux répartis sur chacune des deux rives de l'Yonne : Saint-Bris et ses environs, mais aussi Beaulches (à Chevannes). Les membres de la famille de Mello brillent au sommet de l'aristocratie régionale et frôlent à de nombreuses reprises les strates comtales. Les Mello de St-Bris conserveront la seigneurie de Saint-Bris jusque peu après la mort de Charles le Téméraire (1477) puisque Charles de Mello, dernier de la branche, décède à Til-Châtel le 10 mars 1486.

### Une Maison du Temple
Dotés par les de Mello et les de Saint-Vérain, les Templiers organisent leur patrimoine foncier autour d'une « maison ». Celle-ci est probablement située dans la direction de Goix. Aux Templiers succéderont les Hospitaliers. Les pierres des ruines seront emmenées à Auxerre.

### Trois paroisses pour un habitat
L'habitat principal, qui donne son nom à l'ensemble, est celui de Saint-Bris, nom dérivé de saint Prix, le saint local. Il abrite, outre l'église Saint-Prix et Saint-Cot entourée du cimetière, le château féodal. Cette ville est défendue par des murailles. Ces éléments sont soumis à l'hommage vis-à-vis du comte d'Auxerre. C'est dans cette ville haute que les marchands et gens de justice logent au milieu des vignerons et tonneliers.
Un deuxième habitat, situé à l'est en contrebas du premier, est celui de Goix (ou Gouaix). Il dispose d'une église paroissiale dédiée à Notre-Dame et de ses propres murailles. Goix, propriété des seigneurs de Saint-Bris, est tenu en franc alleu, c'est-à-dire ne relève pas du comte d'Auxerre ni de quiconque. La population y est presque exclusivement vigneronne.
Un troisième ensemble est celui de la paroisse d'Aucept dont quelques maisons maisons forment un faubourg au Nord de Saint-Bris. L'église d'Aucept, dédiée à Saint Georges, est éloignée en direction du cours de l'Yonne. Le lieu relève de l'abbaye Saint-Germain d'Auxerre.
La capacité à distinguer ces trois ensembles ne dépasse pas les frontières d'Auxerre. Pour tout le monde, Saint-Bris est un ensemble unique.

### De l'émiettement à la reconstitution
Catherine de Rougemont, veuve de Charles de Mello, dernier du nom, préfère retourner en Val de Saône. Son nouvel époux, Jean (III) de Neufchâtel-Montaigu († 1510), choisit la cause de Marie de Bourgogne et de Maximilien de Habsbourg. La seigneurie de Saint-Bris est saisie par la Couronne en 1498 et se fragmente entre de nombreuses mains : Le Gruyer (de Chaumont-en-Bassigny) (1531), Hector de Salazar de St-Just (1500), Barrault (1500), de Grachault (1531), de Baleynes (1531), de Villiers (1531), de Dinteville (1555). Quant à Jean de Neufchâtel, il meurt noyé sous la planche du château de Margelle peu après 1509.
Les familles de Dinteville et de Coligny parviennent à rétablir une certaine unité. Charles Du Plessis, seigneur de Liancourt (père de Roger), gentilhomme ordinaire de la Chambre du Roi en 1576, et Edmon de Gennes en 1596, cèdent à Joachim de Dinteville de Spoy et d'Uchon, chambellan du Roi, et à son épouse Marguerite de Dinteville-Vanlay, leurs parts de la seigneurie,. En 1584, Antoine Damas, baron de Digoine, en a aussi une part. Mais Charles de Coligny, seigneur d'Andelot, maréchal des camps du Roi, lieutenant général en Champagne et capitaine de cent hommes d'armes des Ordonnances, multiplie les achats de lots entre 1615 et 1619. Le titre de marquisat octroyé à la terre de Saint-Bris sanctionne ce retour en force et ce souci d'unification dès avant 1619.
Des grandes écoles sont citées en 1607.

### L'ère de Lambert
Jean de Lambert, gentilhomme périgourdin issu d'une famille ayant guerroyé au service d'Henri de Navarre, achète le marquisat de Saint-Bris en 1642 à Huberte de Chastenay de Dinteville, veuve de Charles de Coligny. Lui-même poursuivra une carrière militaire au pays de Metz sous Louis XIII. 
- Il fait construire un nouveau château, venant s'appuyer sur le portail de l'église, et encadrant tous les abords méridionaux du sanctuaire (1652-1653). Un maçon d'Auxerre, pompeusement désigné comme architecte, s'active sur le chantier dont chaque chapitre de frais est scrupuleusement visé par le marquis. Il complète son œuvre par un jardin doté de canaux[23].

Son fils sera gouverneur de la ville de Luxembourg, une fois celle-ci conquise par Louis XIV avec l'aide de Vauban. La dernière descendante de la famille, Marie-Thérèse de Lambert de St-Prix (1679-1731 ; fille d'Henri et d'Anne-Thérèse de Marguenat), épouse en 1704 le marquis Louis de Beaupoil-St-Aulaire (ap. 1677-1709). La commanderie des Templiers est rasée et les pierres sont emmenées à Auxerre pour bâtir la chapelle du collège.

### La plaque tournante du commerce viticole

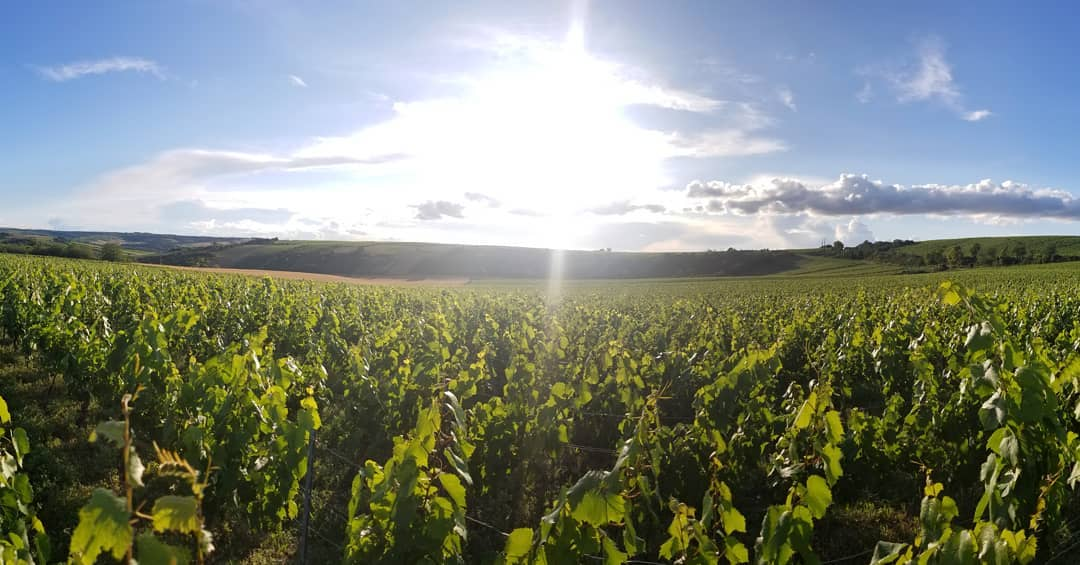
Vignoble de Saint Bris le Vineux

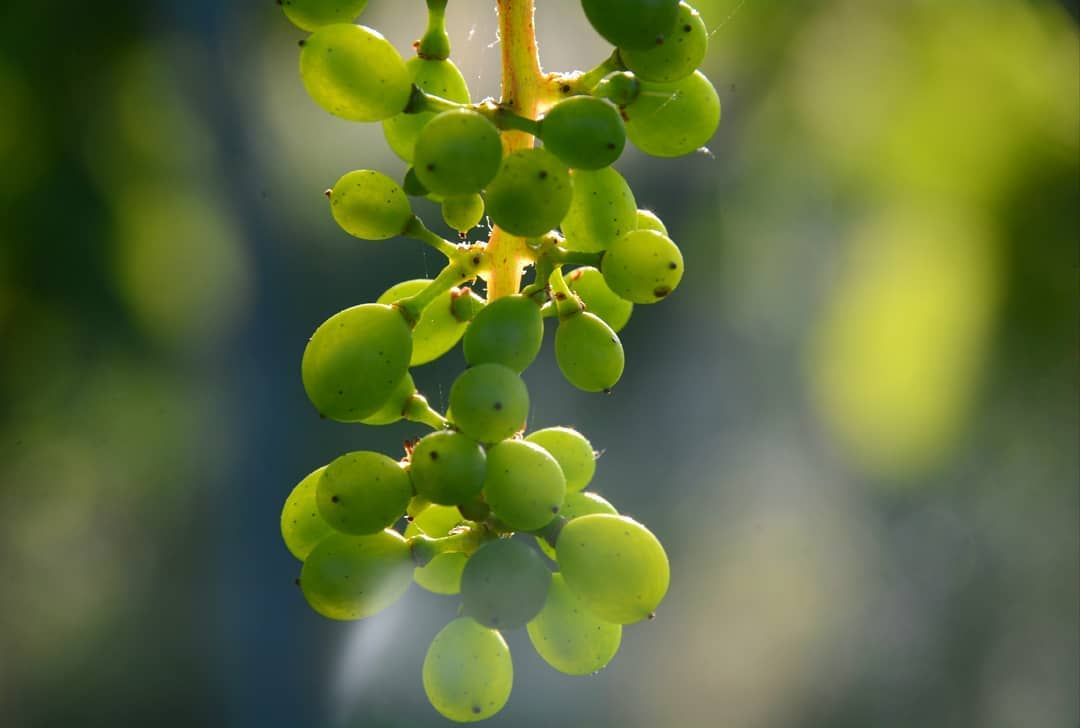
Grappe de raisins

Plus encore que Coulanges-la-Vineuse, et bien entendu Chablis (à la renommée très tardive), Saint-Bris devient la plaque tournante du commerce viticole de l'Auxerrois. Des courtiers (alias corretiers) y ont été admis dès la guerre de Cent Ans. À partir de Louis XIII, des marchands commissionnaires en vin y maîtrisent la collecte du finage et d'une partie des villages voisins. Il en sera ainsi jusqu'à la révolution. Les patronymes de ces hardis entrepreneurs s'allongent : Guyon de Valliere, Jodon de Valtire, Jodon de Carnaval, Regnauldin de Wassy, Duché de Gurgy, Duché-Chaufsan, etc. On achète des offices à la Cour. Ces marchands envoient leurs fils se faire immatriculer bourgeois de Paris pour y avoir droit aux franchises fiscales réservées aux Parisiens (Raveneau). Des gendres voituriers par eau transportent les tonneaux rassemblés au port de Champs sur les berges de la Seine. Des fils tiennent des boutiques à Berck, d'autres sont au Cap de Bonne-Espérance ou aux Antilles, du vin part en bouteilles en Russie.

### Autres fiefs sur le finage
- Senoy. Guiot de Mello, écuyer, reçoit le fief en 1312 avec Saint-Cyr. La même année, il achète à Isabeau de Pacy, dame de Villegenart[N 1] et veuve de Guillaume des Barres[N 2] sa part de Chitry. Le château est ruiné dès le XIVe siècle. Ses ruines avaient encore deux tours rondes et une muraille au milieu du XIXe siècle[29]. En 1538, le château est en ruine et au cœur de 900 arpents de bois. Plus tard, le fief régente 1 500 arpents de bois.
- Cherniz. Propriété de Germaine Dabenton en 1549, d'Edme Tribole en 1550, de la famille Jazier d'Avallon et de Jehan Buxière l'Aîné marchand à Auxerre en 1571.
- Branloir. Propriété d’Étienne Goisot en 1715; de Claude-Jacques Guyon, époux de Marguerite Stinville en 1721.

### Fiefs vassaux
- le fief de la maison forte de Sainte-Pallaye (1317-1575)
- le fief de Pré Gilbert (1549-1575)
- le fief de La Borde (1549)
- le fief de Fontenailles-sous-Courson (1549-1620)
- le fief de Montigny-le-Roi (1317-1555)
- le fief de Charnis au finage de Saint-Bris
- le fief de Saint-Cyr (1317-1675)
- le fief de la Chassizotte (1549)
- le fief de Pesteau à Merry-Sec (1317-1620)
- le fief de Chouilly (1317-1620) au village d'Augy.

### La route royale de poste
Vers 1745, la route royale de poste quitte la vallée de l'Yonne et passe par Saint-Bris. Le raccourci a néanmoins pour inconvénient d'emprunter une longue pente en venant d'Auxerre. Le relais fourmille d'activité. Il dispose de ses propres postillons, et est doté d'une quarantaine de chevaux généralement achetés en Beauce. Jules Guénier, fils du dernier maître de poste, décrit dans ses mémoires la vie bourdonnante du relais dans les années 1840, et notamment la venue d'Alexandre Dumas venu rendre visite à son camarade d'études, devenu notaire de Saint-Bris, Louis-Étienne Charpillon. Feignant de croire que sa notoriété l'autorisait à parasiter l'hôtellerie, il faut ruser pour le faire rentrer à Paris. Au moins y a-t-il glané la matière de rubriques culinaires qui constituaient le plus clair de ses revenus. La route redescendra dans la vallée pour un court instant, car l'arrivée du chemin de fer mettra fin à cette organisation bien huilée.

### L'ère Deschamps de Charmelieu
Issus d'un lignage local du XVIe siècle, les Deschamps s'illustrent à Auxerre au XVIIIe siècle  en y occupant des charges fiscales. L'un d'eux, Joseph-Guillaume-Augustin, receveur de tailles d'Auxerre et d'Avallon, juge habile d'acheter le marquisat en 1763. Il se heurte très vite aux habitants de Saint-Bris qu'il insulte en 1767. Il parvient à faire raser les fortifications. Il sera retrouvé assassiné alors que diverses procédures étaient lancées contre lui.

### Une ville non reconnue
Alors que Saint-Bris est un centre opulent et important de peuplement, la ville manque totalement la traversée de l'époque révolutionnaire. Le bourg principal a obtenu la disparition de l'indépendance de ses deux faubourgs et la disparition de son châtelain vindicatif[réf. souhaitée]. Mais il ne gagne pas le statut de chef-lieu de canton qui pouvait s'imposer dans les faits. Sa bourgeoisie préfère rester très discrète, constatant ce qui se passe à Paris où frères, beaux-frères et cousins ont parfois péri à l'échafaud (Quatremère).

### Le vin, mais aussi la cerise
Au XIXe siècle, Saint-Bris demeure une place forte de la concentration de la production viticole par les marchands commissionnaires. Pourtant, sous Louis-Philippe, les Guénier tentent une diversification dans la cerise (variété tardive de la Marmotte), l'expédiant en Angleterre par diligence. Ainsi, cette spécialité déjà connue sous Louis XIII connaît un rayonnement inattendu. Les jeunes hommes issus des excédents de population partent aux États-Unis et en Australie, attirés par les mirages de fortune facile distillés par la presse.

### Lephylloxéra
Cette maladie apparaît sous Napoléon III et vient frapper tout le vignoble icaunais. On tente de trouver des solutions de tous types pour faire reculer la maladie. Enfant du pays, agronome et journaliste de la Constitution à Auxerre, Jules Guénier prône la solution du plan américain qui est longtemps refusée par les vignerons. Ses pépinières, situées à Auxerre, ont notamment accueilli par la suite les bâtiments de la Sécurité sociale. Le vignoble local s'effondre rapidement, laissant la place aux productions plus riches en alcool du Midi et d'Algérie. La cerise n'enraye pas la ruine de la ville.

### La guerre prussienne
En décembre 1870, des gardes nationaux s'opposent aux Prussiens. Vingt-cinq bombes sont lancées sur la ville, tuant trois personnes (un enfant de dix ans, un facteur de la poste détenteur d'un révolver). Tout le conseil municipal est emmené en otage à Auxerre avec le curé. La ville est occupée durant huit jours et frappée d'une contribution de guerre de 2 000 francs. L'écrasement de la Commune (de Paris) navrant les autorités allemandes, les otages sont relâchés.

## Économie

### Développement durable
Des projets économiques innovants s'inscrivent dans l'écologie chrétienne de l'encyclique Laudato si du pape françois sont mis en implication dans le projet d'éco-entreprise ultraîa, qui fabrique de l'ameublement pour commerce de détail, elle comprend entre autres une école hors contrat Montessori et fonctionne comme une communauté de travail. Son dirigeant fut récompensé par les entrepreneurs et dirigeants chrétiens (EDC) en 2022.

## Politique et administration

### Liste des maires
| Période | Période  | Identité          | Étiquette | Qualité          |
| ------- | -------- | ----------------- | --------- | ---------------- |
| 1945    | 1964     | Félix André       |           | Vigneron         |
| 1964    | 1965     | Gaston Sorin      |           | Vigneron         |
| 1965    | 1983     | Claude Tardieux   |           | Médecin          |
| 1983    | 2001     | Alain Filley      |           | Agriculteur      |
| 2001    | 2014     | Jean-Marc Sorin,  |           | Vigneron         |
| 2014    | 2020     | Rachelle Leblond, |           | Clerc de notaire |
| 2020    | en cours | Olivier Félix,    |           | Vigneron         |

## Démographie
L'évolution du nombre d'habitants est connue à travers les recensements de la population effectués dans la commune depuis 1793. Pour les communes de moins de 10 000 habitants, une enquête de recensement portant sur toute la population est réalisée tous les cinq ans, les populations de référence des années intermédiaires étant quant à elles estimées par interpolation ou extrapolation. Pour la commune, le premier recensement exhaustif entrant dans le cadre du nouveau dispositif a été réalisé en 2007.

En 2022, la commune comptait 1 024 habitants, en évolution de −1,44 % par rapport à 2016 (Yonne : −1,95 %, France hors Mayotte : +2,11 %).
| 1793  | 1800  | 1806  | 1821  | 1831  | 1836  | 1841  | 1846  | 1851  |
| ----- | ----- | ----- | ----- | ----- | ----- | ----- | ----- | ----- |
| 1 915 | 1 775 | 1 967 | 1 763 | 1 948 | 1 960 | 1 955 | 1 975 | 2 010 |

| 1856  | 1861  | 1866  | 1872  | 1876  | 1881  | 1886  | 1891  | 1896  |
| ----- | ----- | ----- | ----- | ----- | ----- | ----- | ----- | ----- |
| 1 792 | 1 851 | 1 816 | 1 686 | 1 644 | 1 615 | 1 616 | 1 520 | 1 489 |

| 1901  | 1906  | 1911  | 1921 | 1926 | 1931 | 1936 | 1946 | 1954 |
| ----- | ----- | ----- | ---- | ---- | ---- | ---- | ---- | ---- |
| 1 395 | 1 400 | 1 248 | 950  | 954  | 875  | 898  | 884  | 920  |

| 1962 | 1968 | 1975 | 1982 | 1990  | 1999  | 2006  | 2007  | 2012  |
| ---- | ---- | ---- | ---- | ----- | ----- | ----- | ----- | ----- |
| 895  | 902  | 893  | 943  | 1 015 | 1 045 | 1 095 | 1 101 | 1 089 |

| 2017  | 2022  | - | - | - | - | - | - | - |
| ----- | ----- | - | - | - | - | - | - | - |
| 1 024 | 1 024 | - | - | - | - | - | - | - |

## Lieux et monuments

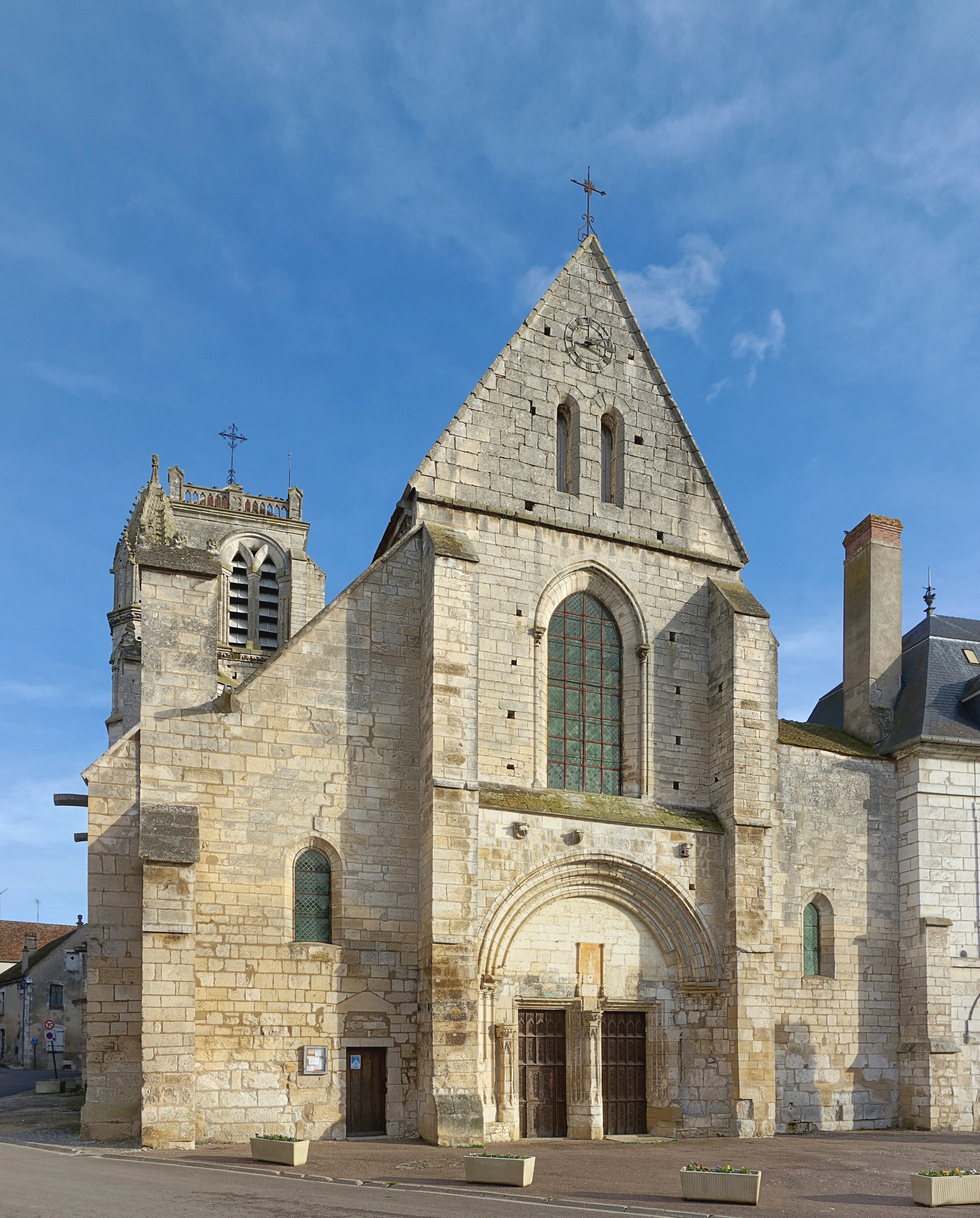
Façade de l'église Saint-Prix-et-Saint-Cot.

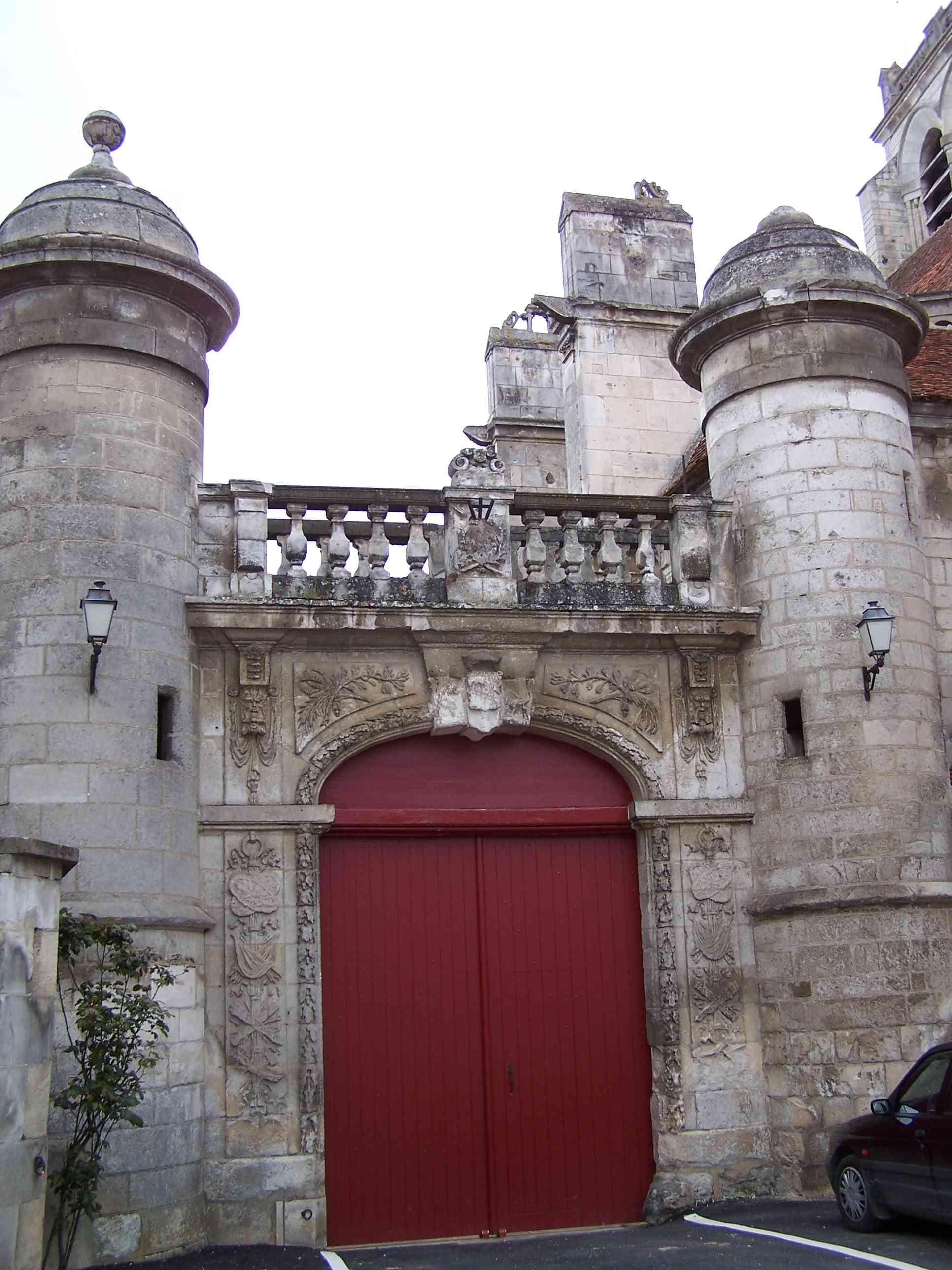
Portail Renaissance attenant à l'église de Saint-Bris-le-Vineux.

- L’église Saint-Prix-et-Saint-Cot de Saint-Bris-le-Vineux fait l’objet d’un classement au titre des monuments historiques depuis le 30 mars 1904. Elle abrite une quinzaine de ses vitraux originaux des XVe et XVIe siècles ; leur qualité artistique les classe parmi les plus beaux vitraux du XVIe siècle et leur remarquable facture suggère qu'ils sont l’œuvre des mêmes verriers ayant travaillé à la cathédrale d'Auxerre[46].
- Le portail Renaissance attenant à l'église de Saint-Bris-le-Vineux fait l’objet d’un classement au titre des monuments historiques depuis le 28 janvier 1960.

## Personnalités liées à la commune
- Dreux IV de Mello (~1138 - † 1218). D'origine picarde, il est connétable du royaume de France. Son grand âge ne lui permet pas de participer à la bataille de Bouvines en 1214. Par mariage, il devient seigneur de Saint-Bris. En famille avec le 62e évêque d'Auxerre Guy de Mello (1247-1269).
- Henri de Lambert (1631 - † 1685). Marquis de Saint-Bris, baron de Chitry. Brigadier de cavalerie en 1674. Maréchal de camp (1677). Commandant de Fribourg, puis du comté de Chiny. Lieutenant général des armées du Roi (1682). Gouverneur du duché du Luxembourg en 1684 et 1685.
- Anne-Thérèse de Marguenat, Marquise de Lambert († 1732). Épouse d'Henri de Lambert gouverneur de Luxembourg. Elle tient à Paris un des plus célèbres salons littéraires français du XVIIIe siècle.
- Maximilien Quantin (1814-1891), archiviste de l'Yonne et paléographe, épouse Louise Aurélie Hadery le 4 septembre 1838 à Saint-Bris.
- Jean-Baptiste Bienvenu-Martin (1847 - † 1943), né et mort à Saint-Bris. Homme politique.
- Jean-Marc Thibault, né le 24 août 1923 à Saint-Bris. Réalisateur, acteur et scénariste.

## Jumelages
- Schoden (Allemagne) depuis 1984
- Wrea Green (Royaume-Uni) depuis novembre 2005

## Vigne, Culture

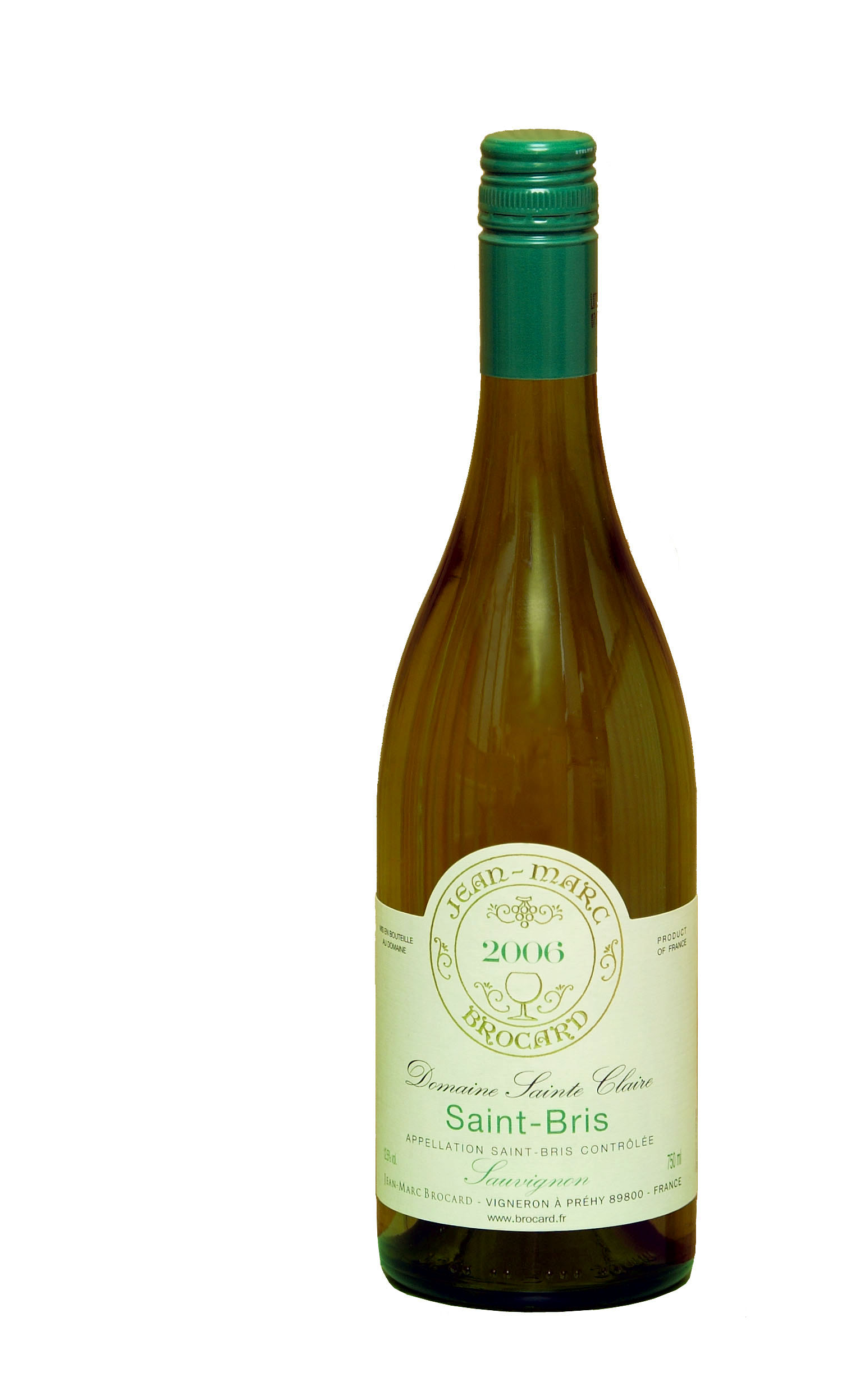
Bouteille de saint-bris.

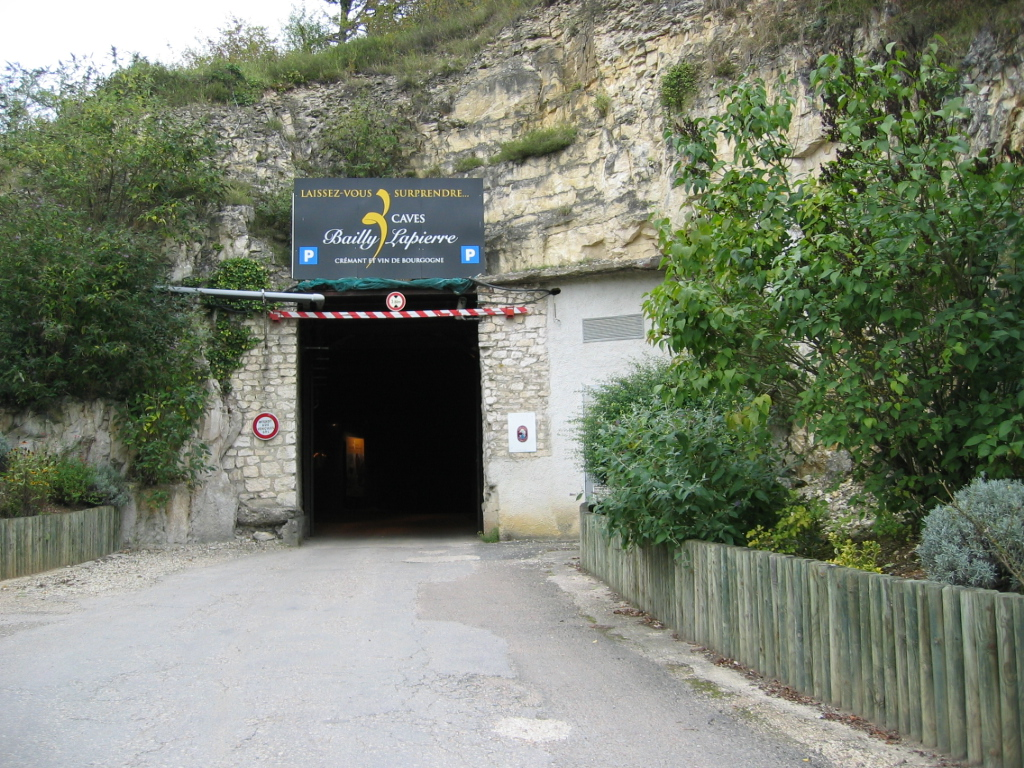
Entrée des caves Bailly Lapierre à ciel fermé.

Saint-Bris-le-Vineux produit un vin blanc sec produit à partir de cépage sauvignon (sauvignon B et sauvignon gris G). Auparavant il était appelé « sauvignon de Saint-Bris » ; il a été classé en AOC depuis 2003 sous le nom « saint-bris ». Il s'agit de la seule AOC bourguignonne de vin blanc à base de ce cépage, les cépages habituellement autorisés étant le chardonnay et l'aligoté.

## Pour approfondir